# Kanton Joinville-le-Pont
Kanton Joinville-le-Pont is een voormalig kanton van het Franse departement Val-de-Marne. Kanton Joinville-le-Pont maakte deel uit van het arrondissement Nogent-sur-Marne en telde 17.117 inwoners (1999).
Het werd opgeheven bij decreet van 17 februari 2014 met uitwerking in maart 2015.

## Gemeenten
Het kanton Joinville-le-Pont omvatte enkel de gemeente Joinville-le-Pont.